# Noctua inornata
Noctua inornata là một loài bướm đêm trong họ Noctuidae.